# Черемушки (Можгинський район)
Чере́мушки (рос. Черёмушки) — село в Можгинському районі Удмуртії, Росія.
Колишня назва — Льнозавод. Утворилось як робітниче селище біля новозбудованого Можгинського льонозаводу.
Урбаноніми:
- вулиці — Дорожня, Заводська, Зелена, Лісова, Лучна, Макаренка, Озерна, Південна, Польова, Сонячна
- площі — Заводська
- провулки — Заводський

## Населення
Населення — 1094 особи (2010; 1229 в 2002).
Національний склад станом на 2002 рік:
- удмурти — 50 %
- росіяни — 44 %